# French Montana
Karim Kharbouch (Rabat, 9 de novembro de 1984), mais conhecido por seu nome artístico French Montana, é um rapper marroquino-americano. Ele é o fundador e CEO da Cocaine City Records. Em 2012 ele assinou um contrato joint venture com a Maybach Music Group e Bad Boy Records.
Montana é conhecido por suas colaborações com Max B e com Rick Ross, juntamente com seu grupo Coke Boys, que consiste de rappers Chinx Drugz, Cheeze, Flip, e Rock Charlie.
Seu álbum de estreia, Excuse My French, foi lançado em 21 de maio de 2013.
O seu single de maior sucesso até ao momento é "Unforgettable" (2017), que conta com a participação de Swae Lee, da dupla Rae Sremmurd e chegou ao top 10 em 15 países, incluindo os EUA (nº 3) - onde já atingiu a quíntupla platina - e o Reino Unido (nº 2). O tema faz parte do seu segundo álbum, Jungle Rules, lançado em 14 de julho de 2017.